# Myosatelitní buňka

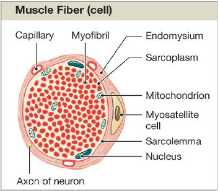
Satelitní buňky

Myosatelitové buňky, známé také jako satelitní buňky či svalové kmenové buňky, jsou malé nediferencované multipotentní buňky. Satelitní buňky jsou kmenovými buňkami kosterní svaloviny a mohou vytvářet nové dceřiné buňky, které se mohou stát novými satelitními buňkami, nebo se diferencovat v buňky kosterního svalstva. Jde miogenní prekurzory, které mají schopnost znovu vstoupit do buněčného cyklu a vytvářet nová svalová vlákna. Nebo mohou poskytovat další jádra svalového vlákna (Myonuklei) mateřskému vláknu. Satelitní buňky jsou naprosto klíčové pro regeneraci svalů.
Satelitní buňky najdeme z vnější strany sarcolemy a pod bazální laminou svalového vlákna, kde mohou ležet v žlábku bud rovnoběžně nebo šikmo/příčně k ose vlákna. Klidové satelitní buňky rozpoznáme s vyžitím elektronové mikroskopie, díky odlišnému umístění mezi bazální laminou a sarcolemou, velkým poměrem objemu jádra buňky k objemu cytoplazmy té buňky s několika organelami (malý počet ribozomů, endoplazmatické retikulum,mitochondrie, Golgiho aparát), malou velikostí jádra a velkým množství nukleárního heterochromatinu vzhledem k myonuklei. Naproti tomu aktivované satelitní buňky se vyznačují zvýšeným počtem kaveol a organel v cytoplazmě a také nižším množstvím heterochromatinu.

## Struktura

### Genetické markery
Satelitní buňky vykazují řadu genetickým markerů, jako např. PAX 7 a PAX 3 (paired box proteins 3 and 7), které jsou nezbytné pro vývoj svalu. Buňky, u kterých nedochází k expresy těchto proteinů umírají, či končí nemyogenním osudem. Dalšími markery, které najdeme na klidových i aktivovaných satelitních buňkách jsou molekuly adheze neurálních buněk-neural cell adhesion molecule (N-CAM / CD56 / Leu-19), což je glykoprotein nacházející se na buněčném povrchu. 
Existuje jen pár tkání, které si v dospělosti zachovaly schopnost regenerace. Jednou z nich je kosterní svalovina, která k tomu využívá populaci klidových prekurzorů, satelitních buněk. Tyto buňky, bývají specificky definovány markery CD34, marker hematopoetické kmenové buňky a Myf5. U aktivované satelitní buněk se postupně snižuje exprese markeru Pax7, což ztěžuje jejich identifikaci, a také u nich dochází k zvyšování exprese transkripčních faktorů helix-loop-helix MyoD a MRF4. Tyto myogení faktory jsou důležité pro vývoj svalů. Ztráta Myod1 nebo Myf5 neovlivní vývoj svalů, vzájemně se funkčně kompenzují, ale když dojde ke ztrátě obou těchto genů, následkem je úplné vymizení svalové hmoty a myoblastů.

## Funkce

### Regenerace svalů
Svalové satelitní buňky jsou nezbytné k regeneraci kosterního svalstva.  Klidové satelitní buňky lze aktivovat proliferací nebo diferenciací v reakci na vnější podnět. Mezi hlavní podněty patří zranění svalu a cvičení, které a jsou definované expresí proteinových markerů, konkrétně CD34þ, a7b1 integrinþ, Pax3þ a Pax7þ.
Při zranění svalu dochazí ke ztrátě uspořádanosti svalových vláken a vzikají zde mezery, ve kterých najdeme poškozenou sarkolemu a klidové satelitní buňky. Zranění svalu, tedy vede k uvolnění klidových satelitních buněk z pod bazální laminy. Satelitní buňky jsou aktivovány a opětovně vstupují do buněčného cyklu, tyto buňky, které nazývané "transit amplifying pool" se dále diferencují za vzniku nových svalových vláken.  Podobným procesem jako při vývoji svalových buněk plodu.
Satelitní buňky májí nejen nezastupitelnou funkci pro svalovou regeneraci, ale neméně podstatné je i jejich klinické využití při léčbě smrtelných nemocí jako je svalová dystrofie.
Oprava poškozené tkáně má čtyři fáze: degenerace, zánět, regenerace a fibróza. Dochází zde k napadání poškozené tkáně různými imunitními buňkami a následně probíhá oprava, růst a regenerace svalové tkáně. Což zahrnuje aktivace a proliferace satelitních buněk a jejich terminální diferenciace. Jednu z hlavních rolí při diferenciaci a proliferaci satelitních buněk hraje IGF-1, inzulinu podobný růstový faktor.
Při cvičení, nebo svalovém poškození dochází k velmi rychlé aktivaci a mechano-růstového faktoru (MGF), což je autokrinní forma IGF-1.Toto naznačuje, že MGF hraje důležitou roli pro regenerační kapacitu stárnoucího kosterního svalu.

## Efekt cvičení
Reakce každého jedince na cvičení je odlišná, a to díky různým faktorům, mezi které patří např. genetika, věk, strava a intenzita cvičení.
U lidí může dojít ke zvýšení objemu satelitních buněk již po čtyřech dnech cvičení. A při dlouhodobém tréninku je jejich objem udržován na vyšší úrovni. Když dojde k ukončení pravidelného cvičení, objem satelitních buněk zůstane po nějakou dobu zachován, ale bez pravidelného cvičení začne objem satelitních buněk po určité době klesat. 
Aktuální výzkum naznačuje, že NO a HGF / c-met jsou nezbytné pro aktivaci satelitních buněk. HGF se uvolňuje z extracelulární matrix, odkud putuje do svalů, kde se váže na onkogen c-met. Tato vazba v různých tkáních, včetně svalů indukuje buňky k proliferaci, či migraci. Zajímavé je, že přenos HGF z extracelulární matrix do svalů je závislý na oxidu dusnatém.
Také se ukázalo, že růstové faktory IGF-I a růstový faktor fibroblastů FGF neaktivují satelitní buňky, jak se dříve myslelo, ale spíše zvyšují jejich proliferaci. Bylo prokázáno, že pravidelným cvičení dochází k zvyšování produkce IGF-I a xanthinu oxidáze a v kosterním svalu. IGF-1 má ve dvě izoformy: mechano-růstový faktor (MGF) a IGF-IEa. MGF hraje důležitou roli pro regenerační kapacitu stárnoucího svalu a navozuje a proliferaci. IGF-IEa je zodpovědný za diferenciaci proliferujících satelitních buněk.
Bylo prokázáno, že i při indukci exogenního IGF-I přímo do kosterního svalu došlo ke zvýšení svalové hmoty, což ukazuje, že zvýšení množství IGF-I vede k růstu svalové hmoty. Ke zvýšení IGF-I mRNA dochází po cvičení u lidí, či protahování u zvířat. Jak již bylo řečeno cvičení může zvyšovat množství IGF-I , což má za následek zvýšenou syntézu myofibrilárních proteinů, aktivaci satelitních buněk a následnou hypertrofii myofibril. Tyto výsledky ukazují, že lehký vytrvalostní trénink může být velice nápomocný pro vyrovnání úbytku satelitních buněk, ke kterému dochází ve stáří.
V roce 2004 byla provedena studie, jejímž cílem bylo prozkoumat modulaci obsahu satelitních buněk po 30 a 90 dnech zátěžového tréninku Tato studie byla provedena u 15 mladých mužů ve věku 20–32 let. Výsledek této studie přinesl, že obsah satelitních buněk je pozitivně ovlivněn zátěžovým cvičením. Po 30 dnech tréninku došlo ke zvýšení o 19 % a za 90 dní o 31 %.